# Josef Bergmaier
Josef Bergmaier (München, 1909. március 5. – Orjol, Szovjetunió, 1943. március 5.) német válogatott labdarúgó, Csatár poszton játszott.

## Pályafutása
A pályafutása a TV 1888 München játékosaként kezdődött, majd 1929-ig az FC Wacker München fiatalja volt. 1929-től 1938-ig az FC Bayern München csapatában játszott.
1932-ben német bajnokságot nyert az FC Bayern München mezében. Nagy szerepet vállalt a 2-0-ra megnyert döntő Franz Krumm által szerzett második gólban. 1930 és 1933 között 8 alkalommal lépett pályára a német válogatottban. 1931. június 16-án a Norvégia elleni 2-2-es mérkőzésen szerezte egyetlen gólját a nemzeti mezben. Ő volt az első német aki a válogatottja színeiben gólt tudott szerezni az első percben.